# Білогубі пітони
Білогубі пітони (Leiopython) — рід неотруйних змій з родини пітони. Має 6 видів.

## Опис
Загальна довжина коливається від 1 до 3 м. Голова трохи стиснута, витягнута. Тулуб стрункий. Забарвлення коричневе з різними відтінками або чорне. Горло й черево світло-сірого або жовтуватого кольору. Голова темно-коричнева, має помітний білий край верхньої та нижньої губ. Зустрічаються особини з білуватими плямами за оком.

## Спосіб життя
Полюбляє лісисту місцину поблизу різних водойм. Харчуються ссавцями, птахами та ящірками.
Це яйцекладні змії. Самиця відкладає до 10 яєць.

## Розповсюдження
Мешкають в Австралії, Індонезії, на о. Нова Гвінея.

## Види
- Leiopython albertisii
- Leiopython bennettorum
- Leiopython biakensis
- Leiopython fredparkeri
- Leiopython hoserae
- Leiopython huonensis